# غلام حسين مظلومي

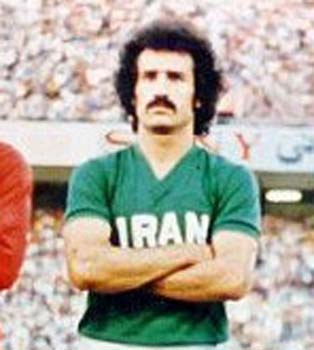
غلام حسين في زي المنتخب الإيراني القومي لكرة القدم في فترة السبعينات من القرن العشرين.

غلام حسين مظلومي (بالفارسية: غلام حسین مظلومی)، من مواليد 13 يناير 1950 في عبادان في إيران، لاعب كرة قدم إيراني سابق.
و قد بدأ مسيرته الكروية مع نادي تاج عبادان، ولعب معهم حتى عام 1968، وفي عام 1968 انتقل إلى نادي الاستقلال، ولعب معهم حتى عام 1975، وفي عام 1975 انتقل إلى نادي شاهباز، ولعب معهم حتى عام 1978.
و قد لعب مع منتخب إيران لكرة القدم بين عامي 1969 و1977، وشارك معهم في 40 مباراة وسجّل 19 هدف.